# Перуникови
Перуникови (Iridaceae) е семейство покритосеменни растения от разред Asparagales. Включва над 2000 вида сухоземни или блатни многогодишни тревисти растения и полухрасти с пълзящи коренища, грудки и луковици, разпространени в целия свят. Листата най-често са мечовидни, със заострен връх или тесни и дълги. Цветовете са едри, правилни или неправилни, двуполови, единични или по-рядко в цимозни съцветия. Околоцветникът е венчевиден, 6-членен, с по 3 листчета в два кръга. Тичинките са 3. Плодникът е образуван от срастването на 3 плодолиста. Плодът е разпуклива кутийка.
В българската флора се срещат представители на 5 рода от това семейство - Crocus, Gladiolus, Iris, Romuleaи Sisyrinchium. 

## Родове
- Afrocrocus
- Alophia
- Aristea
- Babiana
- Bobartia
- Calydorea
- Chasmanthe
- Cipura
- Cobana
- Crocosmia
- Crocus – Минзухар
- Cyanixia
- Cypella
- Devia
- Dierama
- Dietes
- Diplarrhena
- Duthiastrum
- Eleutherine
- Ennealophus
- Ferraria
- Freesia – Фрезия
- Geissorhiza
- Gelasine
- Geosiris
- Gladiolus – Петльово перо
- Herbertia
- Hesperantha
- Hesperoxiphion
- Iris – Перуника, ирис
- Isophysis
- Ixia
- Klattia
- Larentia
- Lethia
- Libertia
- Mastigostyla
- Melasphaerula
- Micranthus
- Moraea
- Neomarica
- Nivenia
- Olsynium
- Orthrosanthus
- Patersonia
- Phalocallis
- Pillansia
- Pseudotrimezia
- Radinosiphon
- Romulea - Пролетка
- Savannosiphon
- Sisyrinchium - Синьо око
- Solenomelus
- Sparaxis
- Syringodea
- Tapeinia
- Thereianthus
- Tigridia
- Trimezia
- Tritonia
- Tritoniopsis
- Watsonia
- Witsenia
- Xenoscapa
- Zygotritonia